# 田村節男
田村 節男（たむら せつお、1931年5月17日 - ）は、日本の経営者。デニーズジャパン社長を務めた。栃木県出身。

## 経歴
1949年に佐野中学校を卒業。梅屋での勤務を経て、1962年にイトーヨーカ堂に転じ、1971年に取締役、1977年にヨークベニマル取締役を経て、1981年2月から1993年5月までにデニーズジャパン社長を務めた。後にイトーヨーカ堂常勤監査役も務めた。